# ビエナ (バージニア州)
ビエナ（Vienna、[viˈɛnə]）は、アメリカ合衆国バージニア州のフェアファクス郡にある町。ワシントンD.C.の南西に位置している。人口は1万6473人（2020年）。

## 交通
- 鉄道はワシントンメトロオレンジラインが利用できる。
- 道路は州間高速道路66号線が主要幹線道路である。

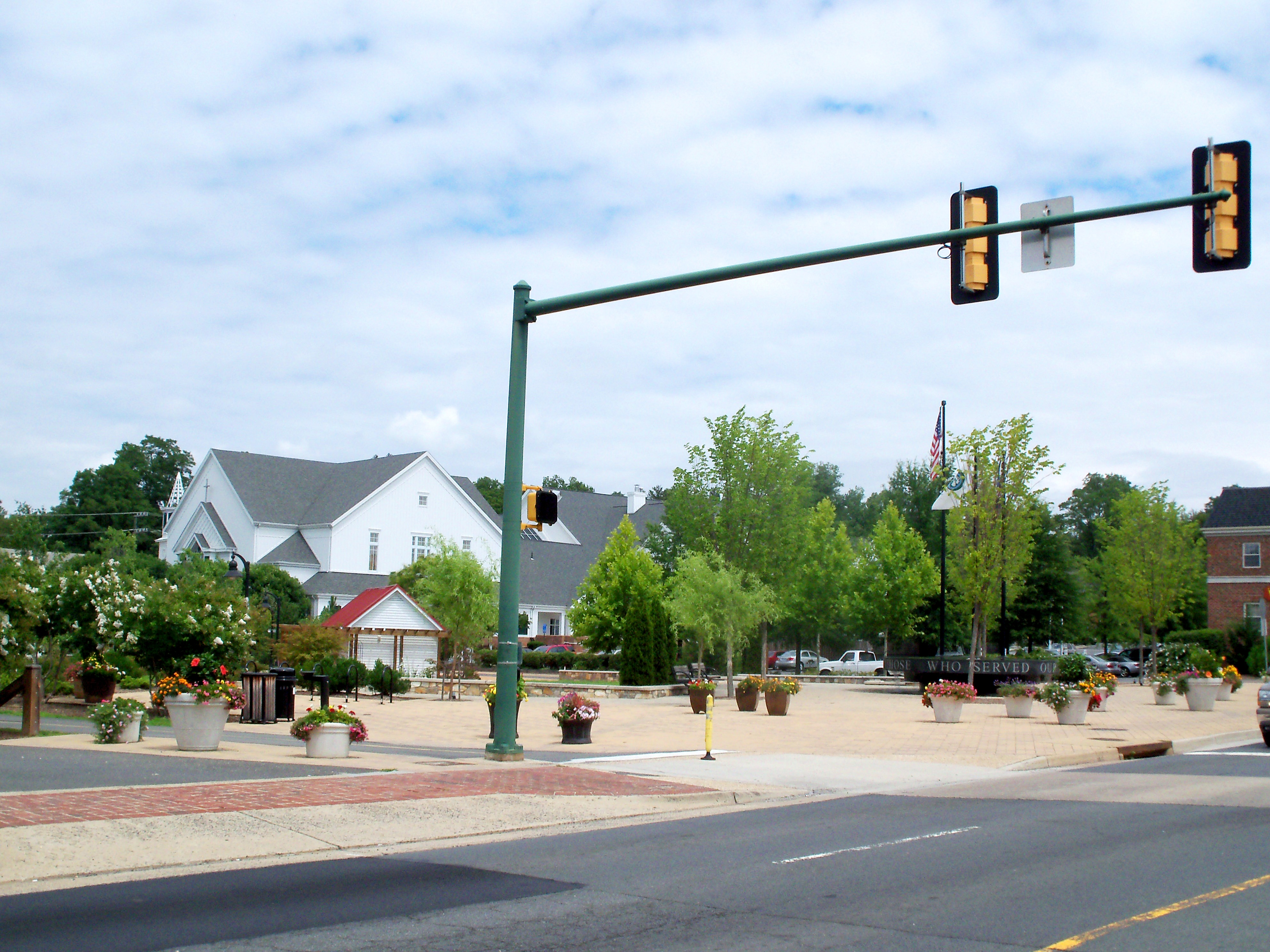
街並み

## 関係者
- アンジェラ・アキ：留学中住んでいた。
- イリア・マリニン：フィギュアスケート選手
- ハドフォルド・カテリネ：フィギュアスケート選手
- デイヴィッド・ケラーマン：銀行家
- トレヴァー・デュピュイ：歴史家